# Nadia Granados
Nadia Granados (Bogotá, 3 de mayo de 1978) es una artista colombiana de performance que utiliza su cuerpo en combinación con tecnologías multimedia para explorar las relaciones entre la representación de la violencia estatal en los principales medios de comunicación, machismo institucionalizado, pornografía heterosexual y violencia contra la mujer. Su obra está inscrita dentro de la historia del arte feminista, ya que esta forma parte de las prácticas performáticas utilizadas por las artistas mujeres para visibilizar las dinámicas de violencia ejercidas sobre sus cuerpos.

## Formación
Nadia Granados estudió Artes Plásticas en la Universidad Nacional de Colombia. Además, tiene una maestría en Bellas Artes en la misma universidad y realizó una Maestría en Movimiento, Arte Digital y Tecnología de la Información en la UNAM, Ciudad de México.

## Trabajo
Las performances de Granados entrelazan estrategias activistas de base (por ejemplo, intervención pública en lugares públicos virtuales y de la vida real ) con tecnologías de medios visuales (como mezclar video de circuito cerrado con proyecciones de videoarte). Específicamente, su obra se encontraría asociada a un conjunto de prácticas artísticas aparecidas en la década del 2000 denominadas postporno / postpornografia, asociadas a los movimientos queer y feministas. Estas prácticas buscaban generar una reflexión crítica de la pornografía maisntream utilizando las herramientas y lenguaje visual del porno. Nadia Granados, a través de su hipersexualizado personaje La Fulminante, buscaría hacer una crítica a los estereotipos que determinan el cuerpo de la mujer latina, la dicotomía inherente a los discursos de género, la censura, la violencia y la racialización que sufrirían estos cuerpos en América Latina desde el periodo colonial.
En su espectáculo en vivo El Cabaret La Fulminante, Granados emplea un alter ego con la que será ampliamente conocida: La Fulminante . En esta parodia sardónica, un personaje latino hipersexualizado se expresa por medio de un idioma desconocido —posiblemente indígena, pero ficticio— el cual es posteriormente doblado a través de la proyección de un video con subtítulos hiperpolíticos, creando una mezcla incómoda de erotismo, por un lado, y de polémica de izquierda radical, por el otro. Al contrastar estos antagonismos, Granados invita al espectador a reconsiderar sus ideas sobre el poscolonialismo, los estereotipos de género, la autorrepresentación y las imágenes pornográficas, al mismo tiempo que expone las estrategias mediáticas manipuladoras de la cultura pop y promueve abiertamente el rechazo de las formas neoliberales y los valores imperialistas. 

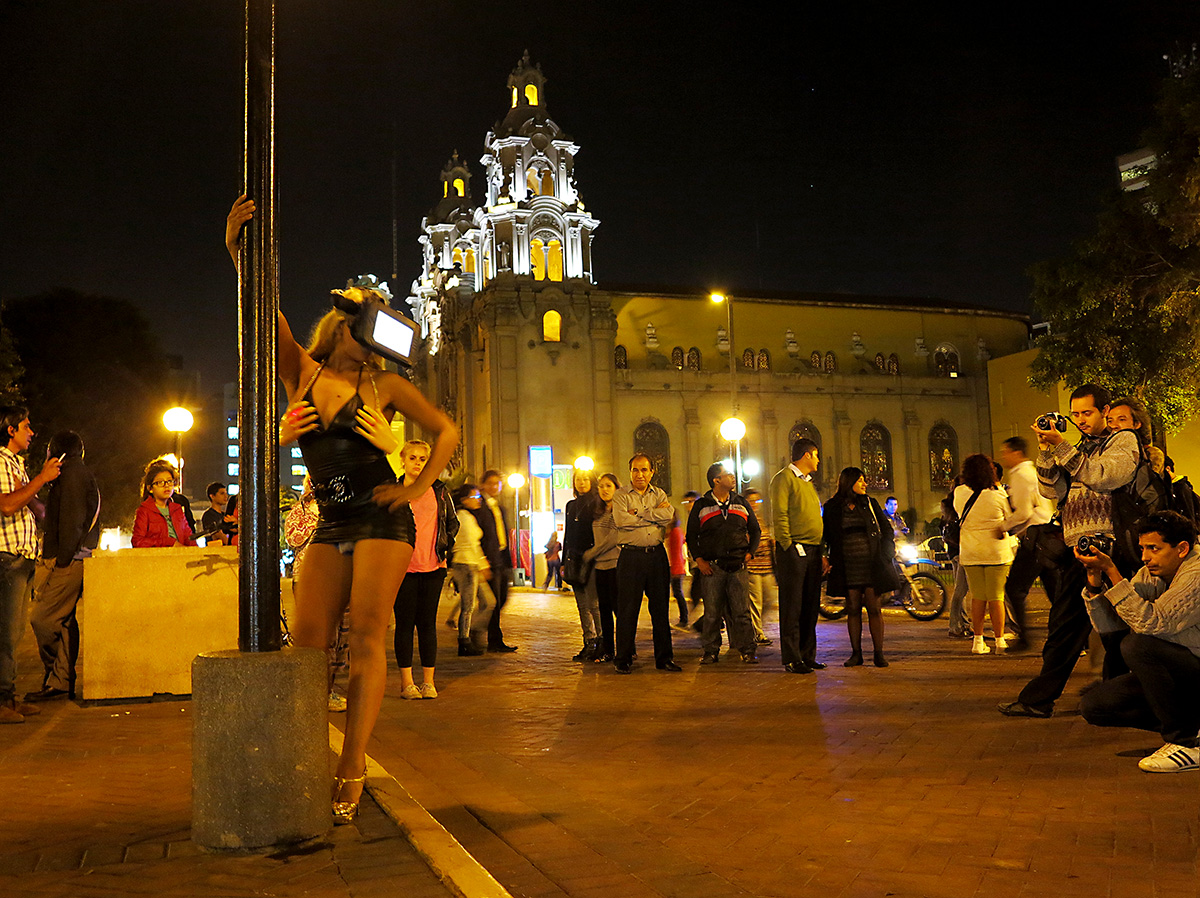
Performance de Nadia Granados realizada en el distrito de Miraflores, en la ciudad de Lima en 2014

En 2013, la Granados fue galardonada con el 28vo Fondo Franklin Furnace,  NYC, por su performance Carro Limpio, conciencia sucia .
Otras de sus obras a destacar, son Queda Lejos del Corazón, Colombianización y un montón de Cabarets. Además de sus performances, diversos talleres, conferencias, textos académicos y textos críticos forman parte de su obra.
En enero de 2014, uno de sus trabajos en video titulado Maternidad Obligatoria, generó una controversia mediática en España, cuando piratas informáticos (hackers) lo insertaron en la página web del arzobispo católico de Granada.
Granados ha presentado su trabajo en Colombia, Argentina, Brasil, Ecuador, México, Perú, Venezuela y Canadá, así como en Francia, Italia, España, y Alemania.

## Exposiciones seleccionadas
- 2013, Instituto Hemisférico de Performance y Política - Ciudad. Cuerpo. Acción. Pasiones políticas en las Américas, São Paulo, Brasil.
- 2013, Pamplona International Performance Art Festival, Pamplona, España.
- 2012, Videodrama. Museo de Arte Contemporáneo de Rosario (MACRO), Rosario, Argentina.
- 2011, La Internacional Cuir. Museo de Arte Reina Sofía, Madrid, España.

## Premios
- 2014, III Premio Bienal de Artes Plásticas y Visuales, Fundación Gilberto Alzate Avendaño (FUGA), Bogotá, Colombia.[10]
- 2013, 28th Franklin Furnace Fund, Ciudad de Nueva York, EE. UU.[11]
- 2022, XI Premio Luis Caballero. Instituto Distrital de las Artes (IDARTES), RED GSF, Galería Santa Fe. Bogotá, Colombia.[12][13][14]